# 上杉憲顕
上杉 憲顕（うえすぎ のりあき）は、鎌倉時代末期から南北朝時代にかけての武将・守護大名。初代関東管領。上野・越後守護を兼ねた。山内上杉家の祖。室町幕府初代将軍・足利尊氏の母清子は父方の叔母であり、尊氏・直義兄弟とは従兄弟の関係であった。

## 生涯

### 誕生
徳治元年（1306年）、上杉憲房の子として誕生する。上杉憲顕の生年・没年について「尊卑分脈」には「従五位民部大輔・関東管領」とあるだけだが、『続群書類従』所収の「上杉氏家系図」に応安元年（1368年）9月19日に63歳でなくなったとあり、他の系図もこれにならっている。出生地は不詳だが、この頃は憲顕の父・上杉憲房が仕えた永嘉門院（宗尊親王息女の瑞子女王）が存命であり、父の憲房は在京して女院に仕え、憲顕の生まれもまた京都であったのではないかと推測されている。
鎌倉幕府滅亡以前の憲顕は、蔵人として何れかの人物に仕え、京都・鎌倉間を往反していた可能性があると指摘されている。これは後述の廂番衆としてみえる史料「建武記」に「蔵人憲顕」とあることや、憲顕の従兄弟・上杉重藤も院蔵人であり、建武2年（1335年）8月19日の駿河国府合戦の分取大名の中には「上椙蔵人修理亮」と憲顕の兄弟の上杉憲藤（犬懸上杉家の祖）の名が見えるなど、上杉一族が京都で蔵人としての生活をしていた可能性が高いためである。

### 建武政権期
鎌倉幕府の滅亡後、建武の新政において関東では足利尊氏の弟・直義が後醍醐天皇の皇子・成良親王を奉じて鎌倉に鎌倉将軍府を成立させ、元弘4年（1334年）正月には成良の護衛として関東廂番（ひさしばん）が置かれた。『建武記』に拠れば関東廂番は六番39名が任じられているが、二番番衆の一人として憲顕の名が見られ、これが史料上の初見となっている。この時憲顕は27歳。憲顕以外の上杉一門では一番の番衆に上杉重行（左京亮）、六番の番衆に上杉重能（蔵人伊豆守）がみえており、いずれも憲顕の兄弟にあたる 。父の憲房は京都で雑訴決断所所員として都に残っていたが、憲顕らは直義に従い、鎌倉将軍府の構成員として存在していた。
建武2年（1335年）に鎌倉で起きた中先代の乱を足利尊氏が鎮圧すると、尊氏は上野・遠江・信濃・陸奥などの所領を諸将へ恩賞として与えており、この前後に憲顕の父・憲房が上野国守護職に補任された。上野国は建武政権下では新田義貞が国司と守護を兼任しており、足利・新田両勢力の熾烈な争いが想定されるため、これには尊氏の憲房への期待の高さがうかがえるという。その後尊氏は後醍醐天皇に背き、11月8日に尊氏討伐のため義貞を大将とする軍勢が鎌倉に派遣されたが。尊氏は箱根竹之下などの戦いで新田軍を破った。『太平記』ではこの戦いの一群の中に憲顕の名がみえている。敗れた新田軍を追撃して京に攻め上る際に尊氏は、子の千寿王（足利義詮）を鎌倉に留めて関東を任せており、義詮は鎌倉将軍府の役割と権限を引き継いだ。同年11月に尊氏・直義が京都を目指す際、憲房・上杉朝定・重能が従軍し、憲顕と憲藤は鎌倉に留まっている。
建武3年（1336年）1月、父・憲房が洛中での南朝方の北畠顕家・新田義貞と戦いで戦死する。「梅松論」によれば、南朝方には竹之下合戦に間に合わなかった無傷の軍勢がいたため士気が高く、数刻の激戦の後に足利方の軍勢が崩れたため、切々たる尊氏・直義らの顔色をみた憲房をはじめとする有力武将が趨勢を挽回するために次々と前線に出て戦い、尊氏らはその間に急場を離脱する事ができたという。憲房らの犠牲のもと、京都を落ちのびて九州に逃れた尊氏は翌年に再上洛し、室町幕府の創設につながっていく。なお、尊氏が九州に落ちると憲顕が石見国に派遣されたと『太平記』の異本にあるが、これは後に石見守護となった上野頼兼の間違いと考えられている。

### 上野守護
憲房が戦死したことで、憲顕は父の跡を継いで上野国の守護となった。この時、憲顕は31歳。憲房の死後、上杉氏には一族を統括する惣領はおらず、在京の上杉朝房（扇谷上杉家）・重能と在鎌倉の憲顕（山内上杉家）が中心的存在となっていく。
当時の上野の統治状況については、建武3年（1336年）12月付の「佐野安房一王丸軍忠状写」から、斯波家長が率いる足利方の軍勢が建武3年（1336年）正月9日に新田城を攻め落とし、次いで西上州に向かって進撃して3月10日に中野楯（群馬県邑楽町）、4月22日に利根川中渡にて新田方の軍勢を破り、翌23日に新田義貞の守護所が置かれていた板鼻（群馬県安中市）を攻略するなど、新田方の勢力を上野から駆逐していたことがわかっている。
この家長による上野平定後に家長に代わって憲顕が、日付は不明ながら上野に入部したとみられている。また憲顕の入部時期については、建武4年（1337年）5月19日付の直義の書状の内容から、同年5月以前が確実であることがわかっている。さらに建武4年（1337年）の可能性がある年号欠の3月29日付の文書において、直義が憲顕に「碓井郡牧田村（群馬県安中市）の所領が關所に混入され軍勢に預け置かれてしまったので返却してほしい」という小笠原長綱からの訴えを伝えているため、憲顕が同年3月時点ですでに上野に下国し、關所の預置などの実務や、直義の指示に従っての訴訟の処理などをこなしていたとも考えられている。
尊氏は建武3年10月19日付の文書で、憲顕に「下野国皆川荘内關所」を預け置くことを伝え、下野国守護の小山氏に同所の沙汰付を命じ、陸奥の北畠顕家が上洛する場合には下野国南部が防衛拠点となるため、その場合は小山周辺まで上野の軍勢を発向させるように指示した。この文書中では憲顕は「安房守」と呼ばれているが、これ以降の文書では「民部大輔」となっており、上野入部前後に憲顕にこの官途が与えられたと考えられている。
憲顕による上野統治については足利直義からの、「憲顕の下向後、国中が静謐となってめでたく、他の国では守護の非法のみが聞こえるが、当国（上野）のやり方は法に敵ってうまく治めているとの評判で感心している」という祝意と憲顕を褒める内容と、憲房の戦死では力を落としたが、憲顕の活躍は「御親父のいき帰ったよう」で喜ばしく、父子の忠孝は格別であることを伝えている建武4年5月19日付の文書がある。憲顕は入部後、短期間のうちに反対勢力を抑え込むことに成功し、直義の厚い信頼を得ていた。憲顕は交通の要衝である板鼻に守護所を置いたとみられ、後に憲顕の娘の了薫に関わる海龍寺もここに設けられている。

この建武4年5月19日付の文書の後半で直義は「越後さへ蜂起候らん、驚き入り候」と、越後において蜂起があったことを伝えている。越後では同年3月14日に新田義貞が佐々木忠枝を守護代として送り込んだ後に佐々木忠清と南保重貞、加えて4月16日に南朝方の池・風間氏らが蜂起しており、足利方の高梨経頼が討伐に向かっているものの越後守護らが在京して不在のため、直義は憲顕に守護代として急速に出立することを求めた。しかし「市河文書」からは同年8月に信濃守護の高師幸が越後に発向したことがわかっており、12月には高師泰が越後守護として在任しているため、実際に憲顕が越後に下向した可能性はないという。同年11月2日、憲顕は尊氏から、新田氏の旧領で南北朝期の新田氏の守護所が置かれていた最重要拠点・八幡荘以下の所領を与えられており、その足利尊氏御行書が「上杉家文書」に残されている。

### 奥州勢との戦い
建武4年（1337年）8月11日、南朝方で奥州の北畠顕家が義良親王（のちの後村上天皇）を報じて西上を開始し、同月19日に白河関を越えて下野国に入ると、上野にいた憲顕は奥州勢の進出を阻止するため、守護所が置かれている小山まで軍勢を進めた。しかし小山は奥州勢に制されてしまい、同年9月3日に直義は、憲顕が小山城まで赴いて奥州軍と戦ったことを賞する将軍家御行書を送っている。

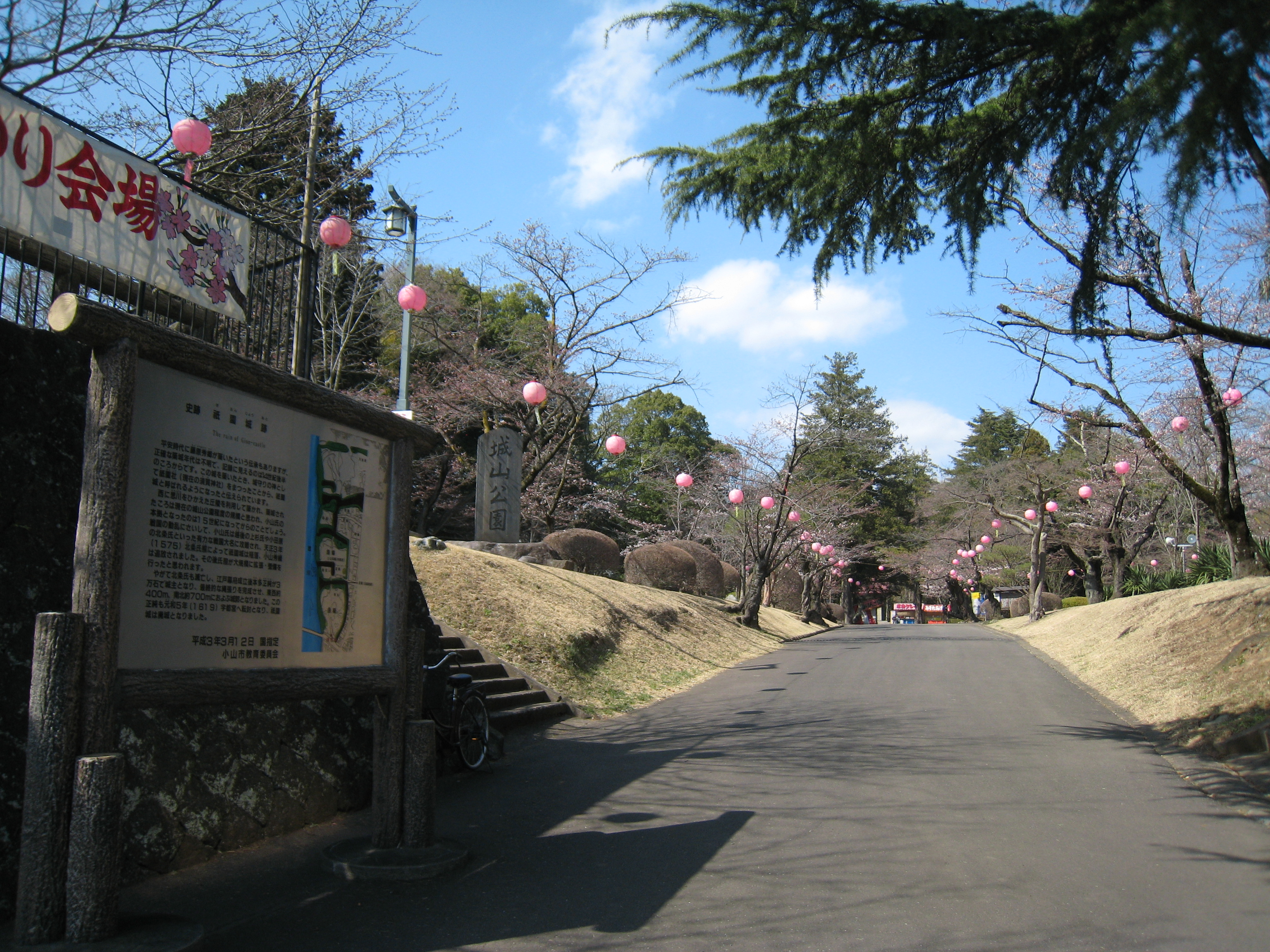
小山城（栃木県小山市）

顕家軍は鎌倉と奥州をつなぐ幹線道路・奥大道を通ったが、奥大道には小山で南下して鎌倉に直接進む道と、佐野・足利を経て上野の中央部をほぼ直線で横断し、板鼻から碓氷峠に至る道があり、顕家軍は後者の上野を東西に横断する道に入っていた。小山城を退いた憲顕はついで「富根河」（江戸時代の変流以前、現在の広瀬川・桃木河が流れる川筋）で顕家軍を迎え撃った。富根河の合戦は茂呂（群馬県伊勢崎市茂呂町）付近で行われたようで、『太平記』にも合戦に関する記述がある。

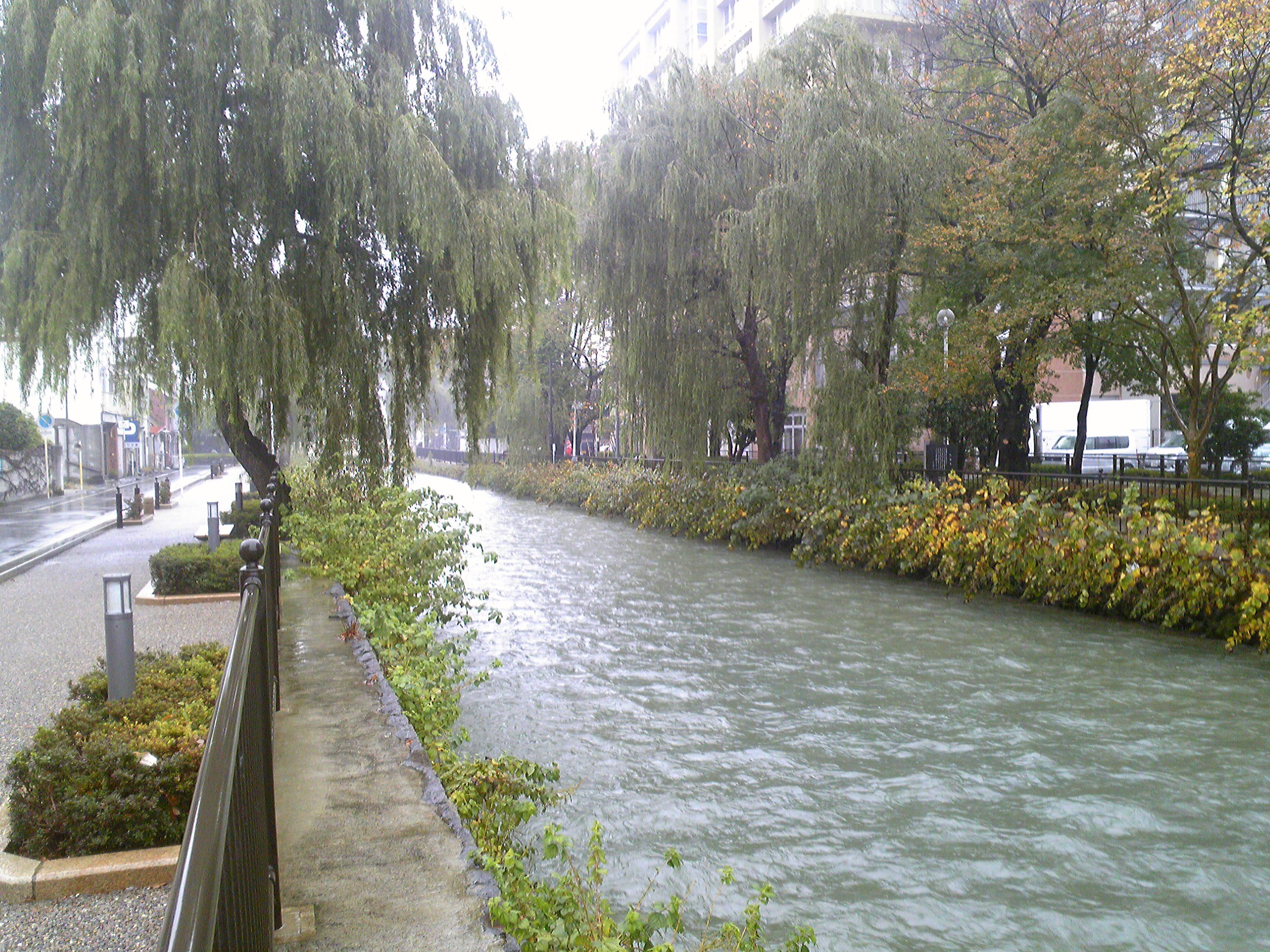
広瀬川（画像は前橋市内）

しかし憲顕ら鎌倉軍はこの戦いに敗れて退却し、それを追って顕家軍は武蔵国に入った。顕家軍は次いで安保原合戦（埼玉県神川町）でも足利方を撃破して鎌倉街道上道に入り、府中を奪ってここに5日間逗留してから鎌倉へ進出した。憲顕は鎌倉に退いて、義詮とともに再び奥州軍を迎え撃った。『太平記』によればこの時に上杉中務大輔（憲藤）も足利義詮の下にいたが、鎌倉軍は三度敗れ、義詮はからくも落ち延びたという。またこの戦いで斯波家長が杉本城にて12月23日に敗死している。

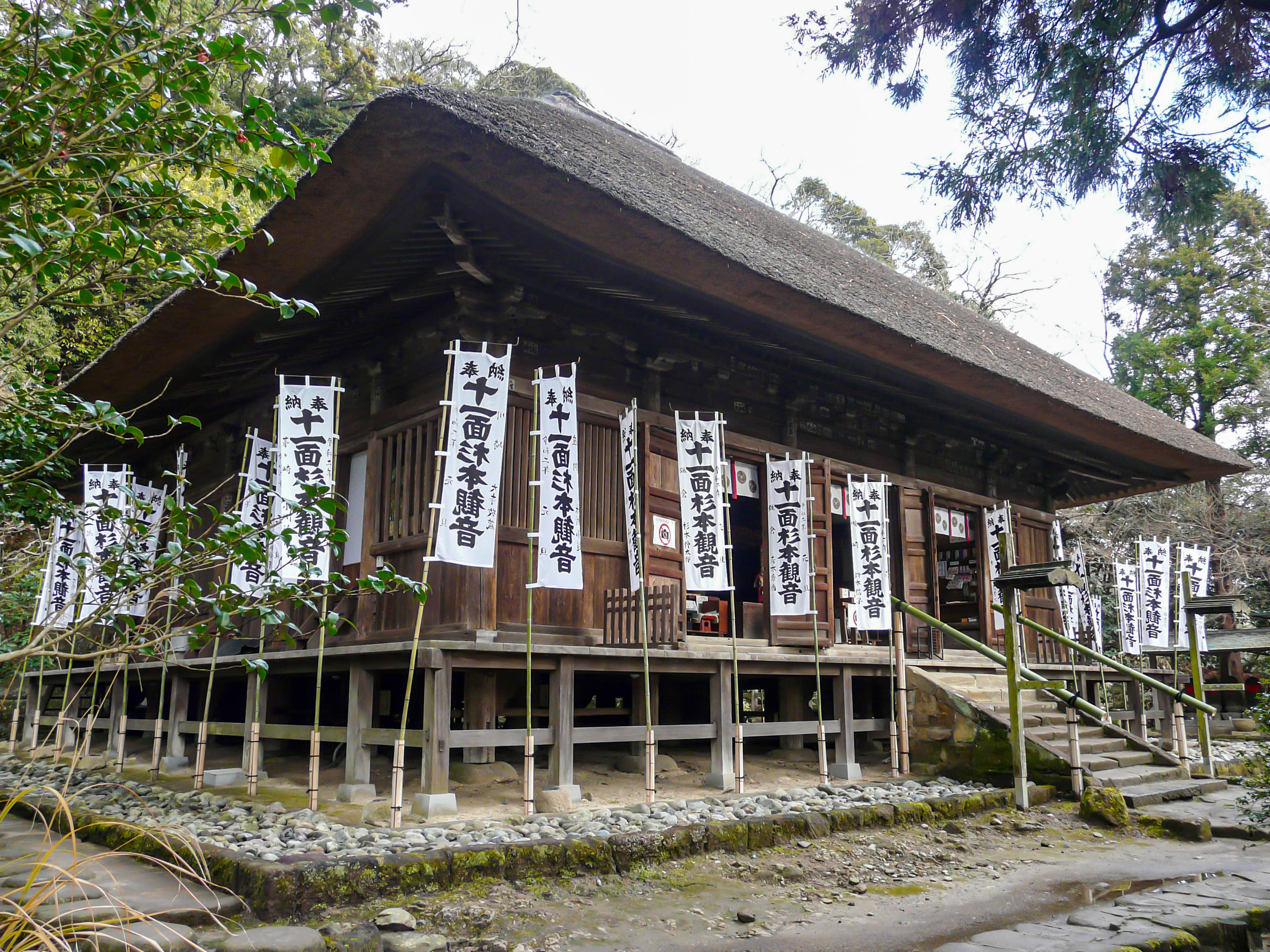
杉本寺（神奈川県鎌倉市）

足利軍は、鎌倉合戦で勝利して東海道を西上する奥州勢を追走して、翌年の建武5年（1338年）正月に美濃国青野原（岐阜県大垣市・垂井町）で対決しており、『太平記』では憲顕も従兄弟の藤成とともに上野・武蔵国の勢力を率いて参戦しており、この戦いでも足利方は敗れたものの、顕家はその後5月22日に高師直に敗れて和泉国石津で戦死している。

憲顕は『鶴岡社務記録』より、青野原合戦後にしばらく在京したのちに同年6月9日に鎌倉に戻ったことがわかっている。以下の高師直が差出人の御行書「田中教忠氏所蔵文書」から、この頃の憲顕は相模国の守護となっていたとみられている。
これと同日のほぼ同文の師直の御行書が「伊豆守」の憲顕の義兄弟の重能にも出されており、重能はこれ以降、石塔義房に代わって伊豆国守護となっている。これは、義房が顕家の進軍を阻止できなかったため守護を替えられた可能性があり、憲顕の相模国守護職も同様の理由によるものと考えられている。ただし、この伊豆守護の重能と同様の内容の師直の奉書が憲顕宛に発給されていることが相模守護であったことに相違ないとする証拠と言われる一方で、憲顕の相模国守護在任を示す史料が他になく、まもなく相模国守護は交代したか、そもそも憲顕が相模国の守護になったかを疑問視する研究もある。

### 関東執事就任・上洛
奥州勢との戦いの間の延元3年/暦応元年（1338年）に、憲顕の弟・憲藤が摂津国渡辺川で顕家と戦って戦死した。また扇谷家の上杉重顕の猶子となっていた重行も、ともに討死している。憲顕は憲藤に代わって関東執事に任じられることになった。ただし、憲藤の関東執事就任を記すのは彰考館本『鎌倉大日記』のみで、比較的信頼性の高い生田本『鎌倉大日記』には憲藤の執事就任がみえないことや、憲房の後継者である憲顕を抜きにしての憲藤の関東執事就任は考えにくいことから、小栗博や駒見敬祐などはこれを疑問視している。建武4年（1337年）までの憲顕の発給文書・受給文書のいずれにも執事の職権を示すものはみられないため、この時はまだ関東執事ではなかったと考えられているが、暦応元年（1338年）以降の憲顕の受給文書の内容からは、建武4年（1337年）12月に死去した家長のあとをうけて執事に就任したことが伺えるため、暦応元年（1338年）6月から12月までの期間、その地位にいたとみられている。
暦応元年（1338年）12月29日、直義は憲顕に対して「上杉重能が出仕停止となったため仰せつけるべきことがあるので、速やかに上洛するように」という御行書を送り、鎌倉にいた憲顕は上洛することになった。もともと西国に縁がある憲顕は関東での政務を望まず直義に近侍したかったようで、憲顕は「関東警固の事、度々暇を申」していたが、南朝方勢力が衰えない関東の情勢を信頼のおける憲顕に任せたかったため、それまで直義はこれを許可していなかった。憲顕は暦応2年（1339年）の前半に上洛し、暦応3年（1340年）まで在京した。重能の出仕停止の理由は不明である。憲顕の在京中の活動を示す史料として、暦応2年（1339年）8月4日に憲顕が尊氏の命を報じて丹波国守護の仁木頼章に軍勢の「濫妨」を停止させ、丹波国吉富本荘・新荘の両荘園を寺家雑掌に引き渡すように伝えた「神護寺文書」がある。その後、暦応3年（1340年）より憲顕自身の発給文書が見られるようになることから、同年6月前後に関東に戻った憲顕が関東執事に再就任したとみられており、憲顕はこの年から観応2年（1351年）12月に失脚するまで執事として活動していたとみられている。

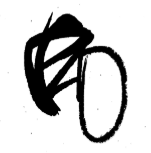
上杉憲顕花押（康永4年（1345年）6月27日、『花押データベース』東京大学史料編纂所編を改変）

### 越後国での活動
暦応元年（1338年）9月、南朝の北畠親房が伊勢国から船で常陸国に入り、小田治久に迎えられて小田城（茨城県つくば市）に入ると、これに対抗するため、暦応2年（1339年）4月に高師冬が京都から関東に下向する。師冬は同年6月に単独で執事に就任して、同年9月に常陸国に発向した（常陸合戦）。師冬がこの時期に関東で発給した文書は軍事関係の事柄が多く、建武4年（1337年）12月に顕家の奥州軍と戦って戦死した斯波家長が持っていた軍事指揮権を師冬が継承したとみられている。師冬は南朝方と戦い、暦応4年（1341年）11月には小田城を開城させて、親房を関城（茨城県筑西市）に追いやった。
一方で憲顕は、上野国と同じく新田義貞が国司と守護を兼任していた越後国の対応に追われた。憲顕と師冬については高師直（尊氏）派と直義派の対立の構図と同一にとらえられがちだが、この時点ではまだ師冬は常陸、憲顕は越後への対応と明確な役割分担がなされていた。また、執事だった家長・師冬・憲顕は、南朝勢力との抗争という特殊な環境の中で尊氏や直義の指示下で主に軍事権限を発動しており、この時期の憲顕らの権限はのちの関東管領とは大きく異なっている。
暦応4年（1341年）、宗良親王が越後国寺泊に入ったことで南朝方の勢力が強まっていたため、これに対応するために憲顕は越後国に出陣した。この時以来、憲顕は越後国守護も兼ねることになった。ただし、この時期の憲顕の軍事指揮中心の行動については守護というよりも国大将としての色彩が強く、守護職就任を否定する見解もある。同年6月、憲顕は越後国の関（新潟県南魚沼市か）での合戦などで軍忠を挙げた小林重政の着到状に証判を据え、鎌倉にも6月7日に、越後の城をことごとく打ち落としたことを伝える飛脚を送ったことが『鶴岡社務記録』にみえている。小林氏は高山御厨小林（群馬県藤岡市）を本貫とする秩父平氏系の高山氏の一族であり、越後平定にあたって憲顕は小林氏のような上野国人を組織して率いたとみられている。上杉軍は越後に進出後、5月17日に関合戦、同24日に□（夢カ）崎合戦（魚沼市小出付近の伊米崎、もしくは岩崎との推定）、6月1日に蒲原津城（新潟市）を攻め、半月の間に魚野川・信濃川を遡って日本海側まで達していた。一方で信濃守護の小笠原貞宗も、5月28日に市河倫房らを率いて越後妻有荘の新田一族の館を焼き払ったという。9月には再び南朝方が蜂起するが、10月9日に長尾景忠が、河内藤倉城（十日町市）を落城させたことより南朝方の動きは収束し、宗良親王も越中に移った。
憲顕が越後在陣中の康永元年（1342年）12月23日、憲顕の伯母で尊氏・直義の生母・上杉清子が亡くなる。翌年正月27日付の直義御行書によれば、葬儀にはやむなく子息の上杉憲将を遣わして憲顕自身は越後在陣を続けており、直義はその行動を「有益」と褒めた。またこれと同時に憲顕は長尾景忠を上野国に派遣しており、上野でも不穏な動きがあったとみられている。この時期、2月19日付の和田茂美（越後勢）宛の「源頼世書状」には憲顕の上洛がない事と、「越州凶徒連々蜂起候」と南朝方の動きがあったことが記されている。さらに出羽国大泉荘（山形県鶴岡市）の藤嶋城凶徒が越後小泉荘（新潟県村上市）への攻め入ったとの通報が茂美の下に入るなど、依然として憲顕は越後から手が抜けない状況であった。
康永2年（1343年）3月4日付で越後国守護上杉憲顕に小泉荘内の所領を青木武房に沙汰付するよう幕府が命じる文書が「色部文書」にあり、裁判で争われた所領の打渡し（沙汰付）は守護の職務の１つであることから、この段階で憲顕が明確に越後国守護に就いていることがわかっている。憲顕は康永3年（1343年）7月まで越後に在陣し、平定を終えた越後を守護代の長尾景忠らに任せて、7月4日に鎌倉に戻った。
康永4年（1344年）閏2月に常陸国の平定を遂げた師冬が京都に帰洛し、関東での憲顕の立場はいよいよ重みを増す 。同年8月12日付の「真壁文書」と貞和2年（1346年）5月17日の「密蔵院古文書」からは、高師直が尊氏の意を受けて、師冬が担当していた常陸国内での所領の沙汰付を憲顕に命じたことがわかっており、この命令を下された人物が守護であることを示していることから、当時常陸国の守護だった佐竹貞義が一時的に解任されたか、憲顕が分群守護となったとみられている。とくに真壁は師冬が活動していた常陸の南西部のため、憲顕が一時的に師冬の権限を継承したとも考えられている 。同年10月20日、新田氏の勢力が強い越後国では、戦費調達などのための守護領が未だ十分なものではなかったことを幕府が認めていたため、直義が守護領の不足分として「越後国上田庄未給分」を、11月1日に尊氏が「大面庄井上宮内権少輔俊清跡地頭職」を相模国河勾荘・常陸国佐都東郡半分の替地として憲顕に与えている。貞和2年（1346年）12月12日、建長寺の長老が京都から鎌倉に下向するにあたり、憲顕は尊氏からその案内を頼まれており、関東の案内者として尊氏からも評価されていた。

### 観応の擾乱
正平4年/貞和5年（1349年）、観応の擾乱で直義と高師直の軋轢が表面化し、両者の最初の対決が師直の勝利に終わると、隠棲した直義に代わって義詮が鎌倉から上洛し、義詮に代わって尊氏の四男足利基氏が京都から鎌倉に下向した。このとき基氏はまだ9歳（数え年で10歳）で、貴種として鎌倉に据えられたにすぎない状況であり、その補佐役に憲顕と、観応元年（1350年）正月に再び京都から下向した師冬が付く事になった。このときの師冬と憲顕はまぎれもなく師直と直義の対立の縮図で、同年正月25日には憲顕の宿所で「廻文」を持ち来った僧が召し取られるなど、関東でも不穏な空気が流れていた。2月11日には憲顕が春日大社に何事か祈祷を依頼しており、内容は不明だが関東の安定と政敵の没落を祈るものであったと考えられている。さらに憲顕は3月24日に伊豆三嶋社が「怪異」を注進していたことに対して、基氏の命により僧らに祈祷を精真するよう命じており、神意を借りてでも不穏な動きを何とか抑え込もうとしていたとみられる 。
師冬との間に不穏な空気が流れる一方で、新しく鎌倉に下向してきた基氏とはこの時が初対面と推定されるが、のちの基氏の行動から考えると信頼関係以上のものが生まれていたとみられている。基氏は「師守記」康永3年（1344年）6月17日条から直義の養子となって直義の許で育てられていたとする説もある人物である。なお、基氏の鎌倉下向に際して直義が「若御前鎌倉へ御出候らん」と憲顕に送ったとされる6月廿日付の文書について、久保田順一は事前に直義が基氏の下向が尊氏の主導によって進行中であることを憲顕の周りの人物に伝えたものとしているが、この文書については筆跡の一致や文書の内容・日付・宛所から後半箇所が「□月11日」付の別の文書との接続が正しく、それも建武5年（1337年）のものであるという見解が青木文彦、上島有、伊藤喜良、峰岸純夫、『新潟県史 資料編三』『南北朝遺文（一）』、山部木の実など複数の研究で指摘されており、正しくは『鶴岡社務記録』の中にあるように「若御前」である足利義詮が鎌倉へ帰還したことに関する建武5年7月11日付の文書だと考えられている。
憲顕は師冬と共に基氏を補佐するが、貞和5年（1350年）8月の高師直によるクーデター（御所巻）後の12月21日に直義方の従兄弟・重能が越前で殺害される。観応元年（1351年）年10月、直義が南朝に降伏して直義派・師直派の武力対決が行われるにいたると、この影響はほぼ同時に関東に及んだ。
「石塔義房沙弥義慶注進状案」によれば、11月12日に上杉左衛門蔵人（上杉能憲とされていたが、この時に能憲はすでに兵部少輔となっているため、近年では別人とされる）が常陸国信太荘で挙兵したのに呼応し、12月1日に憲顕も常陸と上野から鎌倉に攻め上ろうとするために上野国に下向し、高師冬包囲体制を作った。孤立した師冬は基氏を擁して鎌倉から落ち延びたが、基氏に供奉していた8名の側近のうち石塔義房と中賀野加子・加子らが、高一族の三戸・彦部・尾代らを道中の湯山（神奈川県厚木市）で殺害して基氏を奪い、基氏を鎌倉に還御させた。師冬はさらに西へ逃れて甲斐の逸見城に立てこもったが、観応2年（1351年）正月4日に憲将が討手として派遣されて、師冬を討ち取ったという。なお『太平記』は一次史料の義房の注進状案と比べると、憲顕の上野下向の目的（能憲征伐と称し師冬を油断させて武蔵の兵を集める）、師冬の進路や基氏を奪われる過程（上野に向かったが兵が集まらず基氏を奪われる）、立てこもった城の名（須沢城）や攻撃者（諏訪外宮祝部）などが異なっている。
師冬を滅ぼして関東が憲顕の一人体制となると、憲顕は自身の子で宅間上杉家の祖である重能の養子に迎えられていた上杉能憲と、加子宮内三郎らを京の直義への援軍に送り、自身の出陣も計画した。しかし憲顕の出陣は、これまでの憲顕の忠節を褒めつつも、分別もなく上洛すれば日頃の忠節も無駄になってしまうと鎌倉を守るべきことを説く、下記の2月3日付の直義の文書で止められている。
勝利が確定した同年3月15日に直義は、軍忠者への恩賞は「関東分国内關所」を以て行うよう直筆の御行書で憲顕に命じ、憲顕は直義から関東での独自の裁量を認められた。これは在京して再び政務を執っている直義の代理かつ、直義方勝利への貢献に対する一種の特権付与的措置として直義が憲顕に認めたもので、腹心の憲顕を通じて関東の直義方に対する恩賞給付を行うことで、直義が自らの軍事的基盤を維持・拡充しようとしていたとみられる。なお、この御行書で「憲将の手に属し、軍忠を致す」輩と述べられていることから、関東の軍勢を率いて出陣したのは憲顕の嫡男の上杉憲将で、憲顕が上洛していないことが明らかである。
また、直義派が主導するところとなった関東においては、観応2年（1351年）正月5日、基氏が12歳で元服以前の異例の判始を行った。当時の慣例では武家では15歳で元服した後に判始を行うため、これは基氏を擁立する状況下で憲顕の判断により行われたものと考えられている。師冬との戦いへ参加した関東諸士への着到証判や感状に、基氏の花押が必要（基氏の証判を加える事で、基氏・憲顕への忠誠心を高める）と判断して行われたと考えられている。基氏の花押については直義の花押の型の流れを汲むことが指摘されているが、これは「幼少ヨリ（基氏を）懐キソダテ」た憲顕が仲介となった、政治的状況を背景として成立したものであった。
このころ、足利付近に尊氏に従う勢力があったらしく、5月3日に基氏は下野国鶏足寺の小俣尊光に対して凶徒蜂起の聞こえがあるとして軍勢催促を命じており、8月には憲顕に擁されて基氏は鎌倉を発ち、9月1日に新田荘世良田に到着している。その後9月21日に長楽寺、9月23日には下野鑁阿寺に寄進をしており、これらの基氏の公方としての公式の寄進状は憲顕の奉書で出された。

### 敗北・没落
観応2年（1351年）2月の打出浜の戦いで高師直らは能憲により殺害され、政界に返り咲いて優位に立った直義だが、同年8月には京都を脱出して北陸に向かうことになる。「正木文書」によれば、直義は脱出前の同年7月2日時点で上野新田の岩松直国に「本知行地」を安堵する御行書を下しており、今後の協力を確実なものにしようとしていたようである。またこの時の関東の守護は、高一族が守護だった武蔵国が憲顕、相模国が三浦高通に、伊豆国が石塔義房・上杉能憲に変わっており、直義派が各国に進出していた。
直義は11月15日に鎌倉に入るが、その10日前に憲顕は東海道辺りで、尊氏から直義の関東下向を妨害するよう命じられていた小笠原某と合戦を行った。直義が鎌倉に動いたことで決戦の舞台も東国に移り、尊氏は南朝と和議を結んで（正平一統）後顧の憂いを経った後、11月4日に関東へと発向する。
直義方は東海道の要地に軍勢を配置しており、10月28日に遠江引間宿（静岡県浜松市）で吉良満良代富永と佐藤元清（尊氏方）が合戦、さらに小夜中山（掛川市と金谷町の間の峠）で上杉勢の数千騎と元清が戦い、上杉勢の若党の力石兵庫助が討ち取られている。憲顕は『鶴岡社務記録』によると11月5日に信濃国守護の小笠原方と戦っており、尊氏進出以前から吉良や上杉は引間宿あたりまで軍勢を出していた。

尊氏は11月26日に掛川を通過して、同月晦日に駿河国薩埵山に陣を貼り、後詰となる宇都宮氏綱軍の到来を待った。直義も氏綱を警戒して上野へ桃井直常・長尾景忠の軍を送っている。その氏綱軍は12月16日に佐位荘木島（伊勢崎市境町）、19日に那波（伊勢崎市西部）で合戦、次いで武蔵に入って20日に武蔵府中に進出し、小沢城を焼いて29日に相模足柄山の敵を追い落とし、翌年正月1日に伊豆国府に到ったことが「香林直秀軍忠状」「高麗助綱軍忠状」「高麗経澄軍忠状」にみえている。このうち、経澄の軍忠状には
という文言があり、わざわざ憲顕誅伐を記載していることから、『太平記』で打出浜で高師直に幻滅し、剃髪して高野山に向かったという薬師寺公義（この時は本拠の下野市薬師寺にいたか）が憲顕に対し、異常なほどの敵愾心を持っていたことが伺えるという。

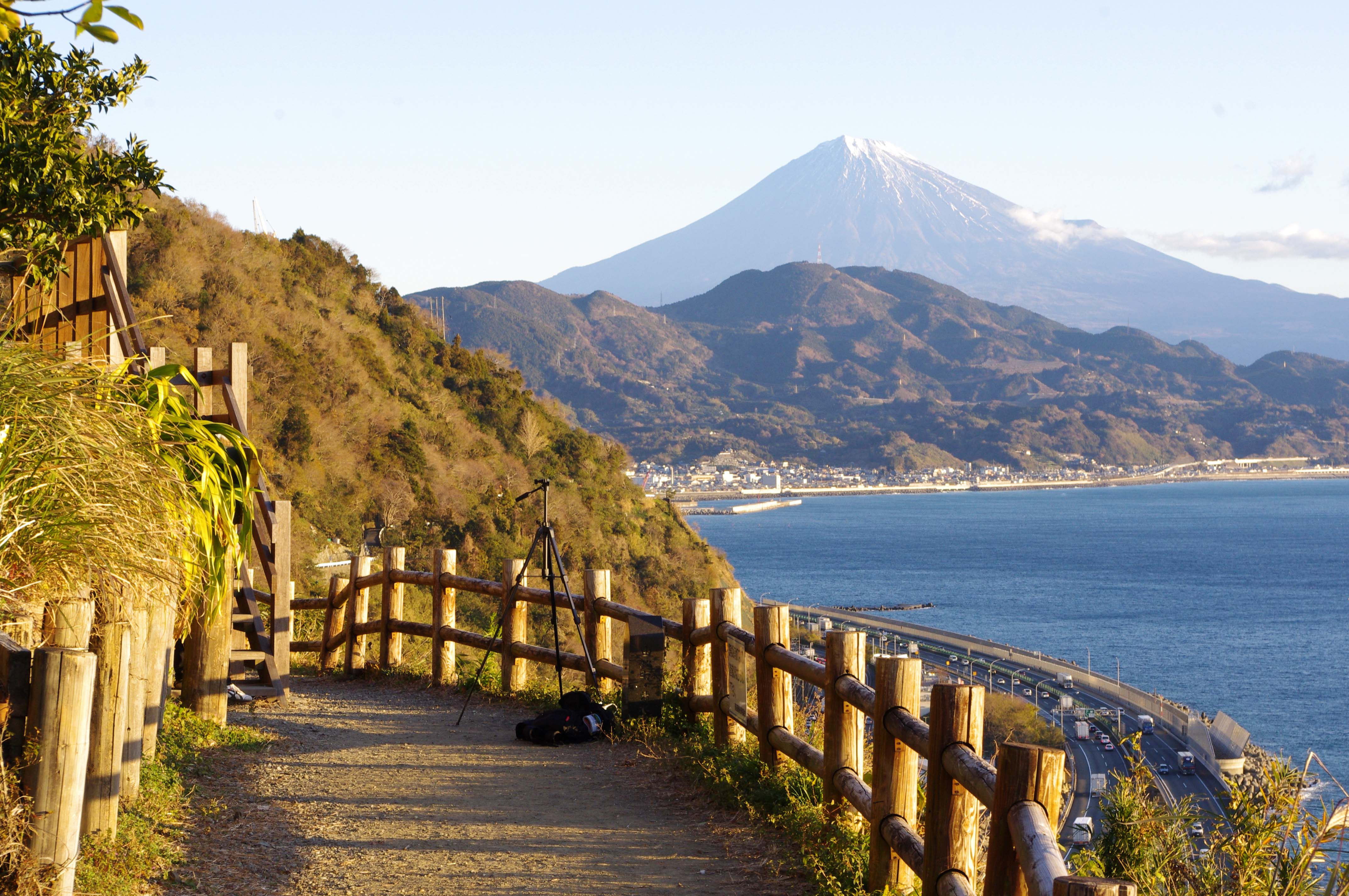
薩埵峠（静岡県静岡市清水区）

薩埵山の戦いは、「別府文書」に見られるように氏綱軍が近づくにつれて白旗一揆が尊氏方に鞍替えするなど、内部崩壊した直義軍が破れた。直義は伊豆国北条に落ちたあと走湯権現（静岡県熱海市）まで逃れた所で尊氏からの和睦の申し入れを受けるが、この時に憲顕は信濃へ落ちて行ったという。憲顕の被官にみえる力石・臼田・土岐原などは信濃東部の出身で、憲顕は彼らの支援によって勢力の回復を図ろうとしたと考えられている。直義は尊氏に連れられて鎌倉に入り、観応3年（1352年）2月26日に没した。

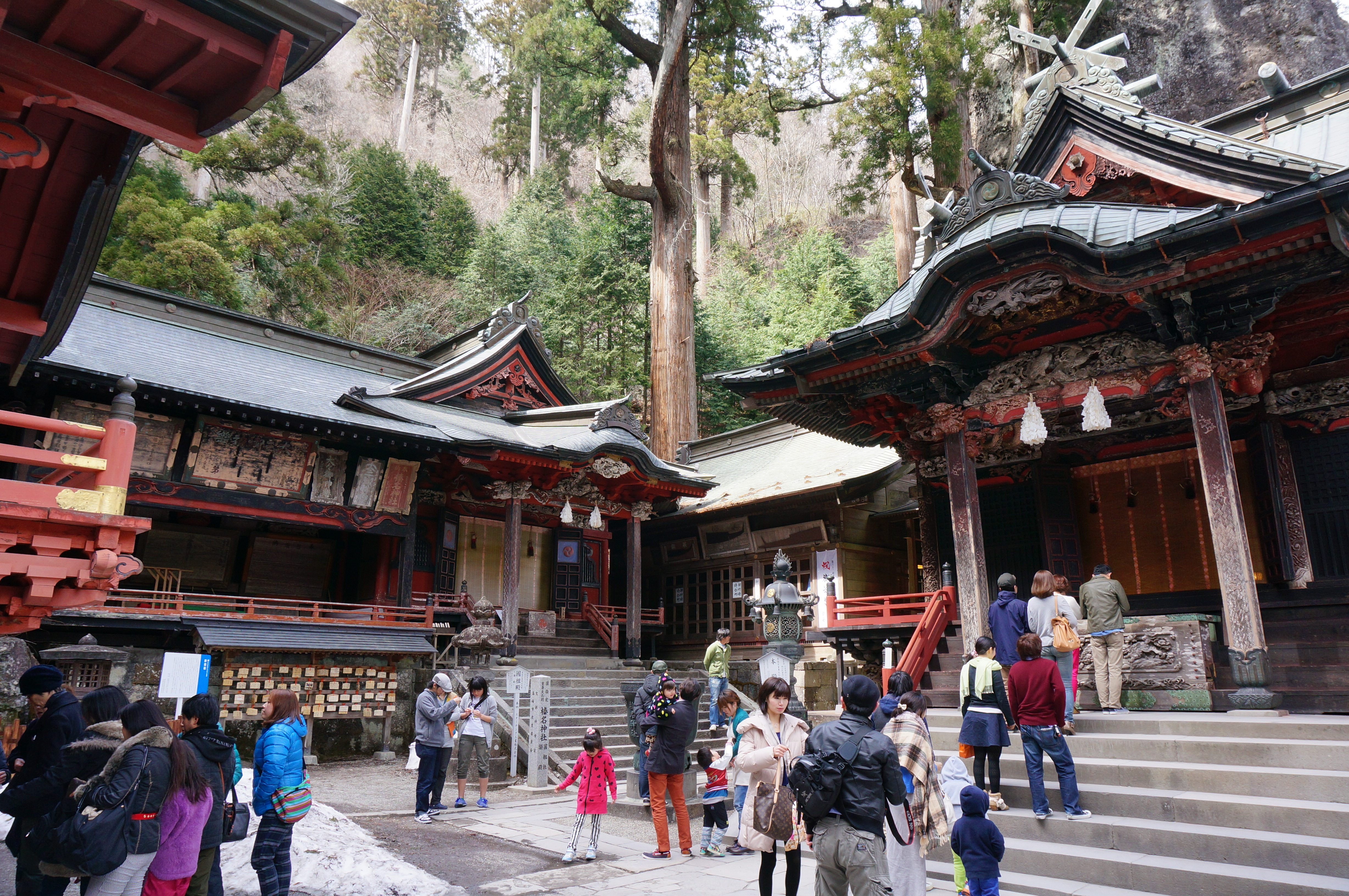
榛名神社本殿（群馬県高崎市）

この合戦の後、『太平記』によれば憲顕は南朝方と合流して同年閏2月から3月に行われた武蔵野合戦に参加して再度尊氏と戦うが敗れ、再び信越方面に逃れている。なお榛名神社の僧侶・頼印にまつわる「頼印大僧正絵伝」には、武蔵野合戦に向かう前に憲顕が石上の寺に宿を取って頼印と密会し、「尊氏を敵として戦い倒そうとしたがそれは望んだことではなく、願わくば祈禱によって和睦を実現してほしい」と述べて頼印はこれを快諾し、尊氏の死後に義詮から憲顕が越後の守護に任じられると、憲顕は頼印の功績に報いて大前の保司職を寄付した、という伝説が残っている。これは状況的に事実とは思えず、のちに頼印と上杉一族が親密な関係になることから創作された話と考えられており、頼印には永和2年（1376年）に憲顕の息子・能憲が急病になった際に14日間祈禱し、これにより能憲が3年延命したという話もある。
その後、憲顕の活動はしばらく見られず、上杉方の中心は子の憲将となる。憲顕は剃髪して道昌と号し、齢も50に近づいていた。憲将は憲顕の出家隠遁を受けてその後を継ぎ、前線に立っていたとみられる。上杉家の所領は全て奪われて尊氏派の武士に給与されており、越後・上野などの所領は新たに守護となった宇都宮氏に、伊豆の所領は畠山国清に与えられたとみられている。

### 抵抗活動
武蔵野合戦後に尊氏は南朝と手を切って正平元号を止め、東国の守護の配置を新たにしており、これを薩埵山体制という。新体制の中核は畠山国清（関東執事）、河越直重、宇都宮氏綱が担い、基氏は入間川御陣に下向していた。尊氏に敗北した後の憲顕は関東での居所を失って信濃近辺に住み、ゲリラ活動を行っていた。憲顕に変わり越後・上野の守護となっていた宇都宮氏は守護代として芳賀一族を送り込んで上杉方勢力の掃討を行った。
観応3年（1352年）11月29日の「関義胤軍忠状」には、憲顕余党対治のために関義胤の子らが黒川茂美について黒川城（新潟県胎内市）に立て籠って戦った記録がある。この時は軍事的には上杉方が勝っていたが、8月8日には防御的姿勢を示していた義胤の子らが軍勢を浜中まで進出することが可能になっていた状況から、芳賀氏のてこ入れが功を奏してきたとみられている。また文和元年（1352年）8月3日に奥郡の凶徒の池・多劫・石坂氏らが蜂起して蔵王堂に攻め寄せたものの、方切光義らに打ち負かされ、その後大面荘に立て籠ったことがわかっており、上杉方が次第に劣勢となる状況が伝わっている。

憲顕の動向については、正平9年／文和3年（1353年）に　信濃佐久郡出身の上杉氏被官の武士・臼田氏の所望により所領の安堵を後村上天皇に取り次いだことが「臼田四郎左衛門尉注進状」にみえており、南朝と提携していることと、臼田氏を配下に引き留めるために腐心していたことがわかっている。
文和4年（1355年）4月4日の「村山隆直軍忠状写」には、憲顕の嫡男・憲将が宇佐美一族らとともに佐美荘顕法寺城（上越市吉川区）で挙兵したが、同月12日に村山隆直らがこれを破って、さらに柿崎城（上越市柿崎区）に立て籠った上杉方を攻めて4月16日に降参させており、上杉氏が次々打ち破られ、上杉氏の越後国支配が崩壊していった様子が伺える。その後、憲将は北信濃に進出して勢力拡大を図ったとみられ、同年5月26日に将軍義詮が信濃守護の小笠原長基に対し、憲将と祢津宗貞と戦って注進状を提出したことを褒め、国人等で不参のものに処罰を加えるように命じた御行書が残っている。なお、その後も憲将は北信濃の市河氏を味方につけて小菅要害（長野県飯山市）などで合戦を行っている。

### 復権
しかし延文3年（1358年）4月30日に尊氏が没し、憲顕を追放しておく障壁が消えた。2代将軍となった義詮は康安2年（1362年）7月に旧直義党の斯波高経を政権中枢に迎え入れ、その子・斯波義将を執事（のちの管領）に任じ、翌年には大内弘世と山名時氏を帰服させるなど、父の尊氏が残した体制から大きく舵を切った。こうした動きの中で、幕府の執事だった細川清氏が失脚した直後の康安元年（1361年）10月に、憲顕は早くも赦免された。貞治元年（1362年）11月6日、憲顕は幕府の管領の義将（治部大輔）から越後国の風間入道跡の地を大友氏時の代官に引き渡すように命じられており、この時に越後国守護として幕府に登用されていたことがわかる 。
前任の越後国守護の宇都宮氏綱の越後支配を示す文書は延文2年（1357年）以降全くみられず、その間の越後では内乱状態が進行し、宇都宮氏の支配が破綻しつつあったとみられている。また越後国は憲顕の越後守護就任に伴って、鎌倉府の分国から幕府への分国へと戻っており、幕府・鎌倉府の協調の上での憲顕復帰となっていた。
鎌倉府内でも憲顕の復帰は進められた。基氏の下で最初に執事を務めたのは畠山国清で、国清は延文4年（1359年）10月、畿内の南朝勢力の掃討戦を開始した幕府の援助のために上洛し、河内・和泉・紀伊各国の守護に任ぜられたが、関東武士との間には、例えば岩松氏の根本所領である武蔵国万吉郷（埼玉県熊谷市）を、国清と弟の畠山義深が創建した吉祥寺（伊豆の国市南江間））に寄進するといった、没所所領を巡る確執・軋轢ができており、康安元年（1361年）11月に国清は関東執事を解任された。国清はその後領国の伊豆に籠るも、基氏の追伐を受けて奈良へと逃れた。憲顕から国清の没落の知らせを受けた義詮は、康安元年（1361年）9月15日付で「修理大夫入道（国清）没落の事、承り候ひおわんぬ、退治程あるべからず候哉、委しき旨専使いに仰せられ候なり、謹言、」という返書を憲顕に出している。

国清の後釜の関東執事には高師有が就くが、師有は貞治2年（1363年）2月ごろに執事を退任し、『鎌倉大日記』によれば貞治3年（1364年）2月に死去したという。幕府と鎌倉府は師有の後任の選定にあたり、越後にいる憲顕に白羽の矢を立て、貞治2年（1363年）3月に基氏は、憲顕が関東管領に就任することが「多年念願事」であったと述べて、憲顕に関東管領となるように依頼し、鎌倉に召還しようとした。なお、基氏が憲顕の関東管領就任を望んだことは以下の文書の内容から明らかではあるが、実際には京の義詮の意向で憲顕の関東管領復帰が進められたようである。
この文書にみえる憲顕の復帰の「難治（難問）」については、鎌倉幕府に法体の執権が存在せず出家する時は役職を引くことが慣例だったことや、室町幕府においてもこの時点で法体の執事・管領がいなかったこと、同年6月3日に帰洛した使節が、基氏の上洛がやめになったことを報告した記録が『後愚昧記』にあることから、憲顕が出家していたことが問題であり、前例がない初めから法体の管領の就任について基氏が義詮を説得しに行こうとしていたのではないか、という田辺久子の説がある。これに対して久保田順一は、京都から度々言っているのに鎌倉側で難題となって決断できずに延引した、とこの文書が読めることから、鎌倉府内部の憲顕の復権に批判的な勢力が存在したことが「難治」だったのではないかと考えている。なお「喜連川判鑑」には憲顕が「貞治二年還俗」という朱書の記入があり、憲顕がこの時、一時的に還俗していたともみられている。
憲顕の復帰に反対する勢力として特に、憲顕没落後に上野・越後守護となっていた下野国の豪族・宇都宮氏綱がいた。氏綱は両国の守護を改替される結果となるため抵抗しており、特に宇都宮氏の宿老で、越後国の守護代として在国していない宇都宮氏に代わってほぼ守護と同様の権限を有していた芳賀高貞・高家兄弟の父である芳賀禅可は、はじめ越後で上杉方と小競り合いを起こした後、『太平記』によれば鎌倉に上る憲顕を上野で迎え撃とうとした。基氏は8月18日に、憲顕の参上によって氏綱が合戦に及ぼうとしているとして軍勢催促を行った。芳賀禅可は、平一揆や白旗一揆を引き連れて武蔵国に出陣した基氏の軍勢に対し、岩殿山（埼玉県東松山市）・苦林野（同県毛呂山町）で行われた合戦で敗退した。

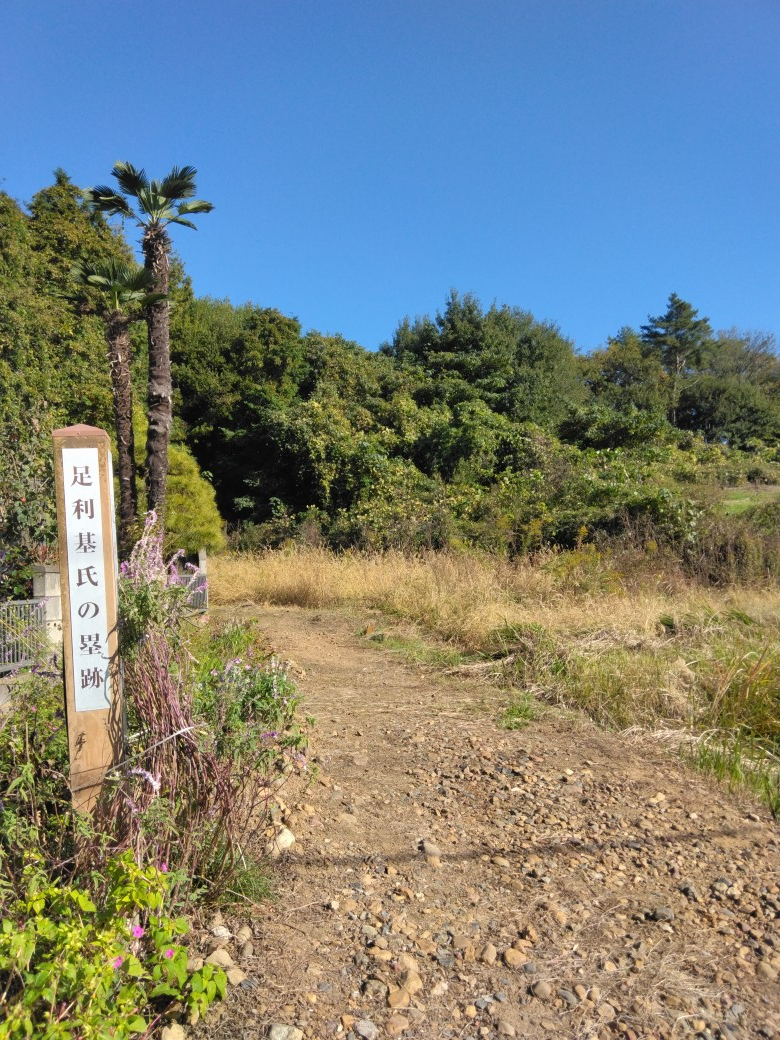
足利基氏の館跡（埼玉県東松山市。岩殿山合戦において基氏が使用したという伝承がある）

さらに基氏軍は追撃の手を休めず、基氏は29日には下野の那須氏に軍勢催促を行い、自身は9月2日までに下野国足利に着陣して、討伐軍を宇都宮城に差し向けた。基氏は小山で下野守護・小山義政の小山氏館もしくは居館に入り、そこへ謝罪に訪れた宇都宮氏綱の弁明を入れてこれを赦免した。この時、芳賀禅可は出奔したという。
こうして東国武士の軋轢を呼びながらも、憲顕は関東管領として鎌倉に下向した。尊氏亡き後の幕府・鎌倉府によって代々の東国武家の畠山国清及び宇都宮氏綱が務めていた関東管領職及び越後・上野守護職は公式に剥奪され、さらに憲顕は氏綱の後任として上野守護となった。貞治2年（1363年）12月19日に基氏が中院通氏に上野国衙職の沙汰付を命じた御行書が、憲顕の上野守護在任を示す最も早い史料である。また相模守護だった河越直重と上野守護を下総と兼任していた千葉氏胤はそれぞれ相模・上総の守護を罷免され、相模守護に三浦高通、上総守護に世良田義政が任命された。基氏は憲顕を中核とする足利一門・譜代家臣と、東国武士（例として、本拠地高坂に近い岩殿山合戦で基氏側の軍を主導し、伊豆守護を留任されて侍所長官も兼務した高坂氏重）との両派のバランスを取っていた。憲顕は越後守護として京都の義詮の命令を受けながら、身は鎌倉に於いて基氏に仕えるという両属的な立場となっており、これは関東執事とは異なる関東管領の固有の役割であった。
守護としての憲顕の越後・上野支配について、越後国については、貞治2年（1363年）4月21日に義詮が憲顕に下した御行書の中で「当国漸く静謐化、その上厳重の寺領なり、軍勢の妨げを（止め）、一円雑掌に討ち渡すべし」と述べられており、憲顕の復帰によってようやく国内が安定に向かってきた様子が伺える。越後国の守護代として現地に残り支配に当たっていたのは憲将で、前述の貞治2年（1363年）4月21日の義詮からの御行書で命じられた土地の引き渡しの施行命令が、翌年7月25日に憲顕から憲将に伝えられている。
一方、上野国守護としての憲顕は中院家に対する上野国衙職の沙汰付などの処理に取り組んでいたが、地頭たちの荘郷への侵略が続いており、守護代を務める長尾景忠（入道教阿）が上野支配の実務を担っていた。また岩松氏の勢力圏である新田荘については、基氏が観応の擾乱後の尊氏の対応を真似て、守護である憲顕に命じるのではなく、両使（在地の国人2名）を用いて沙汰付を行っており、これは有力な国人が守護の立ち入りを拒否できる不入権を得る先触れとみられている。守護勢力から自立してきた岩松氏は、守護上杉氏にとって扱いの難しい存在となる。

### 平一揆の乱・死去
復帰後の憲顕は最初こそ関東管領としての政務に取り組んだが、貞治3年（1364年）からは上杉左近将監（甥の上杉顕能とみられている）が上野国守護や関東管領に就き、憲顕の活動は限定的となった。それまでの関東執事が勤めていた公方の基氏の命令を発するという職務は、憲顕ではなく顕能が担った。一方で憲顕は度々上洛したり、将軍義詮からの関東における案件の依頼を受けるなど、幕府とも近しい距離にあった。久保田順一は、義詮が憲顕を通じて関東への介入する糸口を維持していたことに対抗するために基氏が憲顕に実権を与えず、その影響力を最小限に抑えようとしていたとみられると述べている。これに対し、むしろ憲顕が一族に積極的に権限を委譲し、憲顕自身は両府の調整役となって政権の安定化を図ろうとしていたとする研究や、基氏が対幕府交渉を行う関東管領を憲顕に、東国支配の要となる関東執事に顕能を登用し、併置していたとみる見解もある。鎌倉府に置いて憲顕が有力な人物であったことは、貞治3年（1364年）以降に憲顕の発給文書や需給文書等がみえなくなり、関東管領を辞したと推測される状況でも少しも変わっていなかった。

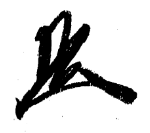
復権後の上杉憲顕花押（鶴岡八幡宮文書・東京大学史料編纂所所蔵を改変]）

正平22年/貞治6年（1367年）に基氏が28歳の若さで死去し、翌正平23年/応安元年（1368年）12月7日に幕府将軍の義詮も亡くなると、幕府の将軍職と鎌倉府はそれぞれ幼少の足利義満と金王丸（のちの足利氏満）が継承することとなる。基氏の死後1か月後、京都から関東の事を執るように義詮から命じられた佐々木道誉が鎌倉に下向すると、鎌倉からは憲顕が上洛した。上洛の理由として、基氏が築いた権力と地位はあくまで基氏個人に帰属するもので親から子へ継承される"家"のものではなかったため、金王丸（氏満）の将来や東国支配の今後を、義詮と協議するためだったとみられている。憲顕は同年7月8日に三条西洞院大草入道宿所に宿をとったことが『師守記』にみえる。その後、憲顕は鎌倉に戻るが、12月7日に義詮が没した知らせを受け取ると、今度は金王丸の名代として再び上洛した。幕府管領の細川頼之と関東管領の上杉憲顕で、幼少の主君を抱えることになった両府の今後の政権運営を相談したものと考えられている。
基氏の死後に憲顕は出した文書は7点確認できており、奉書形式・命令内容が多岐にわたること・関東公方（氏満）が幼少で、実質的な政務が行いえなかったことなどから、基氏死後のこの期間は憲顕が関東管領に復帰して鎌倉府の政治運営を執り行っていたものと考えられており、復帰後の管領在任期間は応安元年（1368年）3月から同年9月19日に憲顕が死亡するまでと推測されている。
応安元年（1368年）3月、憲顕が上洛している最中に、武蔵・相模国の平姓武士で構成される平一揆と、その中心だった元相模守護の河越直重・伊豆守護と侍所長官を兼任する高坂氏重（武蔵平一揆の乱）、そして憲顕の復帰で苦汁を飲まされた宇都宮氏綱が挙兵した。上杉氏と反上杉氏の不安定な関係性を繋いでいたのは基氏の存在であったが、これらの人々は国清の失脚や宇都宮氏綱・河越直重らの守護改易、基氏の死により後ろ盾を失っており、幕府の支持を受けている憲顕に反発する形で挙兵に踏み切ったと考えられている。同年4月10日付の春屋妙葩の書状より、不穏な動きを察したとみられる憲顕が、3月28日に関東に帰国したことがわかっている。
しかし平一揆の乱には武蔵以外の武士はほとんど加わらず、それほどの広がりを見せなかった。関東管領を継いだ甥で婿の上杉朝房と能憲が、幼少の足利氏満を擁して6月初旬に河越に出陣し、6月11日に行われた最初の合戦で平一揆側を破り、平一揆は河越城に引き籠るも、城は17日に陥落した。その後討伐軍は牛島（墨田区）で残敵を掃討し、武蔵府中で軍勢を再編した後の6月下旬に下野足利に進駐して宇都宮攻めにかかり、9月6日に宇都宮氏綱は講和に応じた。これにより、河越氏・高坂氏は本領まで奪われて族滅し、その没収地は上杉一族に配分されて、河越城は後に扇谷上杉氏の拠点となった。

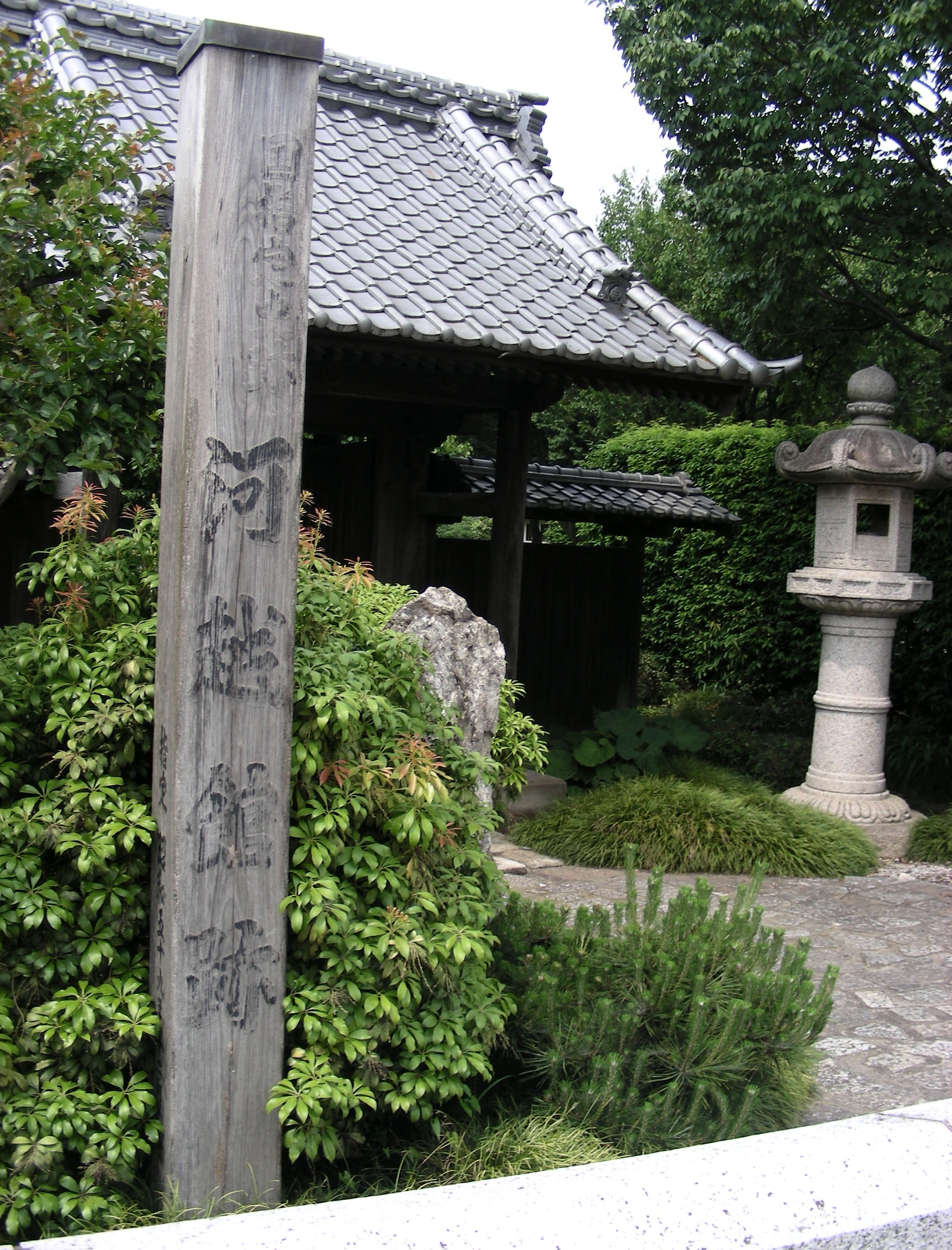
河越城跡（埼玉県川越市）

平一揆の乱の最中には、観応3年（1352年）の武蔵野合戦と同様、隙をついて新田義宗や脇屋義治などの南朝勢力が越後・上野の国境で兵を挙げたが、この鎮圧には、憲将・憲春らを派遣し、これを討った。またこの間に憲顕は、金王丸の意思を奉じて寺社への戦勝祈願や關所地の処分などの命令を発しており、その一部は本来は関東管領の職務ではなく、公方の基氏が行使していた職務だったが、憲顕がこれを関東管領の職務に吸収したことで、関東管領は幕府との交渉役に加えて鎌倉公方の意思の代弁者も兼ねる、さらなる大役に発展した。
そして憲顕は同年9月19日、宇都宮城陥落を見届けて足利の陣中にて63歳の生涯を閉じた。法名は国清寺桂山道昌。墓所は国清寺（静岡県伊豆の国市）。義堂周信の『空華日用工夫集』によれば、応安7年（1374年）に鎌倉の報恩寺で憲顕の七回忌が行われており、足利氏満も参列している。

### その後の上杉氏
関東管領は娘婿で犬懸上杉氏の朝房と実子の能憲が就任して幼い氏満の補佐を務め、能憲は憲顕から上野守護を継いだほか、武蔵・伊豆守護にもなり、山内上杉氏の家督を継承した。氏満を補佐する従兄弟同士の2人のことを『喜連川判鑑』は「両上杉」と称している。嫡男の憲将は憲顕が死去する2年前の貞治5年（1366年）6月26日に亡くなっており、兄弟の最年長者であった能憲が家督を継承したと考えられている。ただし久保田順一は、山内上杉家の「家督分」である上野守護に能憲が就いたことを示す確実な史料はなく、宅間上杉家にいったん養子に入った能憲が上野守護を継承することはできなかったため、憲春が上野守護に就いていたと述べている。植田真平は能憲が上野守護を継いだとしている。能憲による上杉氏の伊豆国守護補任は能憲の養父だった重能以来、およそ20年ぶりのことで、この後伊豆は上野国とともに山内上杉氏の世襲分国となる。
憲英は武蔵庁鼻和（埼玉県深谷市）を苗字の地として庁鼻和上杉家の祖に、憲栄の猶子となった山内家の上杉憲方の長男・上杉房方は越後上杉家成立の契機となった。
憲顕は鎌倉府の政治体制と上杉氏の地位を確立し、晩年の氏綱打倒により主要な政敵を全て滅ぼして関東の第一人者となり、一族繁栄の礎を築いた。貞治2年（1363年）に憲顕が再々度関東管領職についた後からは、同職は上杉氏が独占することとなり、憲顕の所領（武蔵国・伊豆国・その他）は上杉憲方、憲定に継承されて、上杉家所領として確定することになる。

## 人物評
「上杉系図大概」には、憲顕は「京都安全、関東大治、みんなこれ公の計略なり」と記され、室町幕府を作った人物として位置付けられている。一方で、江戸時代の『大日本史論賛』では「上杉憲顕は、叛覆相踵ぎ、人臣の節蕩盡す。而も足利基氏は、能く之を優用し、召して執事と為す。子孫鎌倉に赫奕たり。蓋し其の父憲房、尊氏に功有るを以てなり。」とある。
久保田順一は「南北朝内乱を生きぬき、最後は幼主を盛り立てて権力を握り、成功裏に終わった人生のように見えるが、動乱の中でその人生は失意と蹉跌に満ちた者であったことは想像に難くない。建武三年正月の京都合戦での敗北、翌年十二月の北畠顕家との富根川合戦での敗北、観応三年の薩埵山合戦での敗北、さらに父憲房や兄憲藤らの討ち死に、主と仰ぐ直義の死など、多くの悲痛な体験があった。成功ばかりではなく、多くの失敗から立ち直って築いた人生であったことがわかる。このような憲顕の生き方は現代のわれわれにも通じる所がある」と評している。

## 寺院・墓所
- 国清寺：暦応年間（1338 - 1342年）に伊豆奈古谷に憲顕が上杉氏の菩提寺として天長山国清寺を建立した[170]とも、『鎌倉大草紙』などで応安元年（1368年）に憲顕が父・憲房の菩提を弔うため建立したともいわれる[171]。開山は無礙妙謙[172]。『上杉系図大概』によれば憲顕は天岸慧広の弟子であり、慧広に国清寺開山を要請したが断られ、慧広の法弟である妙謙を開山第一祖となしたという[172]。康暦2年（1380年）に五山十刹の准十刹の第十六に位置づけられ[173]、至徳4年に関東十刹に列した[174]。寺内に憲顕の「国清寺殿桂山道昌大禅定門」の位牌を有するという[175]。
- 伝上杉憲顕墓：国清寺の森の中にあるが、「伊豆の国市観光ガイド」によれば、これが墓であるかは定かではないという[176]。また、開山の無礙妙謙が貞和4年（1365年）7月に宝篋印塔を建立し、この宝篋印塔の基台が五輪塔の地輪に組み合わされたものが憲顕の墓と伝えられるが、無礙妙謙による宝篋印塔の造立は、憲房の十三回忌を機に国清寺の整備がなされた折のものと推定されている[172]。

## 系譜
凡例
```
1) 実線は実子、点線は養子
2)『大仁町史 通史編（一）』p.311の「上杉氏略系図」
[
9
]
より。
3) 憲顕の子のうち、女子3人と覚翁祖伝は省略。
```

| 上杉重房        |                 |                 |                 |                 |                 |      |      |      |      |      |      |                     |                     |                     |                     |                     |                     |                 |                 |                 |                 |                 |                 |        |        |        |        |        |        |                 |                 |                 |                 |                 |                 |      |      |      |      |      |      |      |      |      |      |      |      |      |      |      |      |      |      |  |  |  |  |  |  |  |  |  |  |  |  |  |  |  |  |  |  |  |  |  |  |  |  |  |  |  |  |  |  |  |  |  |  |  |  |  |  |  |  |  |  |  |  |
|                 |                 |                 |                 |                 |                 |      |      |      |      |      |      |                     |                     |                     |                     |                     |                     |                 |                 |                 |                 |                 |                 |        |        |        |        |        |        |                 |                 |                 |                 |                 |                 |      |      |      |      |      |      |      |      |      |      |      |      |      |      |      |      |      |      |  |  |  |  |  |  |  |  |  |  |  |  |  |  |  |  |  |  |  |  |  |  |  |  |  |  |  |  |  |  |  |  |  |  |  |  |  |  |  |  |  |  |  |  |
| 上杉頼重        |                 |                 |                 |                 |                 |      |      |      |      |      |      |                     |                     |                     |                     |                     |                     |                 |                 |                 |                 |                 |                 |        |        |        |        |        |        |                 |                 |                 |                 |                 |                 |      |      |      |      |      |      |      |      |      |      |      |      |      |      |      |      |      |      |  |  |  |  |  |  |  |  |  |  |  |  |  |  |  |  |  |  |  |  |  |  |  |  |  |  |  |  |  |  |  |  |  |  |  |  |  |  |  |  |  |  |  |  |
|                 |                 |                 |                 |                 |                 |      |      |      |      |      |      |                     |                     |                     |                     |                     |                     |                 |                 |                 |                 |                 |                 |        |        |        |        |        |        |                 |                 |                 |                 |                 |                 |      |      |      |      |      |      |      |      |      |      |      |      |      |      |      |      |      |      |  |  |  |  |  |  |  |  |  |  |  |  |  |  |  |  |  |  |  |  |  |  |  |  |  |  |  |  |  |  |  |  |  |  |  |  |  |  |  |  |  |  |  |  |
|                 |                 |                 |                 |                 |                 |      |      |      |      |      |      |                     |                     |                     |                     |                     |                     |                 |                 |                 |                 |                 |                 |        |        |        |        |        |        |                 |                 |                 |                 |                 |                 |      |      |      |      |      |      |      |      |      |      |      |      |      |      |      |      |      |      |  |  |  |  |  |  |  |  |  |  |  |  |  |  |  |  |  |  |  |  |  |  |  |  |  |  |  |  |  |  |  |  |  |  |  |  |  |  |  |  |  |  |  |  |
| 重顕            | 重顕            | 重顕            | 重顕            | 重顕            | 重顕            | 頼成 | 頼成 | 頼成 | 頼成 | 頼成 | 頼成 | 憲房                | 憲房                | 憲房                | 憲房                | 憲房                | 憲房                | 女子            | 女子            | 女子            | 女子            | 女子            | 女子            | 加賀局 | 加賀局 | 加賀局 | 加賀局 | 加賀局 | 加賀局 |                 |                 |                 |                 |                 |                 |      |      |      |      |      |      |      |      |      |      |      |      |      |      |      |      |      |      |  |  |  |  |  |  |  |  |  |  |  |  |  |  |  |  |  |  |  |  |  |  |  |  |  |  |  |  |  |  |  |  |  |  |  |  |  |  |  |  |  |  |  |  |
| 重顕            | 重顕            | 重顕            | 重顕            | 重顕            | 重顕            | 頼成 | 頼成 | 頼成 | 頼成 | 頼成 | 頼成 | 憲房                | 憲房                | 憲房                | 憲房                | 憲房                | 憲房                | 女子            | 女子            | 女子            | 女子            | 女子            | 女子            | 加賀局 | 加賀局 | 加賀局 | 加賀局 | 加賀局 | 加賀局 |                 |                 |                 |                 |                 |                 |      |      |      |      |      |      |      |      |      |      |      |      |      |      |      |      |      |      |  |  |  |  |  |  |  |  |  |  |  |  |  |  |  |  |  |  |  |  |  |  |  |  |  |  |  |  |  |  |  |  |  |  |  |  |  |  |  |  |  |  |  |  |
|                 |                 |                 |                 |                 |                 |      |      |      |      |      |      |                     |                     |                     |                     |                     |                     |                 |                 |                 |                 |                 |                 |        |        |        |        |        |        |                 |                 |                 |                 |                 |                 |      |      |      |      |      |      |      |      |      |      |      |      |      |      |      |      |      |      |  |  |  |  |  |  |  |  |  |  |  |  |  |  |  |  |  |  |  |  |  |  |  |  |  |  |  |  |  |  |  |  |  |  |  |  |  |  |  |  |  |  |  |  |
|                 |                 |                 |                 |                 |                 |      |      |      |      |      |      |                     |                     |                     |                     |                     |                     |                 |                 |                 |                 |                 |                 |        |        |        |        |        |        |                 |                 |                 |                 |                 |                 |      |      |      |      |      |      |      |      |      |      |      |      |      |      |      |      |      |      |  |  |  |  |  |  |  |  |  |  |  |  |  |  |  |  |  |  |  |  |  |  |  |  |  |  |  |  |  |  |  |  |  |  |  |  |  |  |  |  |  |  |  |  |
|                 |                 |                 |                 |                 |                 |      |      |      |      |      |      |                     |                     |                     |                     |                     |                     |                 |                 |                 |                 |                 |                 |        |        |        |        |        |        |                 |                 |                 |                 |                 |                 |      |      |      |      |      |      |      |      |      |      |      |      |      |      |      |      |      |      |  |  |  |  |  |  |  |  |  |  |  |  |  |  |  |  |  |  |  |  |  |  |  |  |  |  |  |  |  |  |  |  |  |  |  |  |  |  |  |  |  |  |  |  |
| 朝定            | 朝定            | 朝定            | 朝定            | 朝定            | 朝定            | 重能 | 重能 | 重能 | 重能 | 重能 | 重能 | 上杉憲顕 （山内家） | 上杉憲顕 （山内家） | 上杉憲顕 （山内家） | 上杉憲顕 （山内家） | 上杉憲顕 （山内家） | 上杉憲顕 （山内家） | 憲藤 （犬懸家） | 憲藤 （犬懸家） | 憲藤 （犬懸家） | 憲藤 （犬懸家） | 憲藤 （犬懸家） | 憲藤 （犬懸家） | 重行   | 重行   | 重行   | 重行   | 重行   | 重行   | 重兼 （宅間家） | 重兼 （宅間家） | 重兼 （宅間家） | 重兼 （宅間家） | 重兼 （宅間家） | 重兼 （宅間家） | 重能 | 重能 | 重能 | 重能 | 重能 | 重能 | 重兼 | 重兼 | 重兼 | 重兼 | 重兼 | 重兼 |      |      |      |      |      |      |  |  |  |  |  |  |  |  |  |  |  |  |  |  |  |  |  |  |  |  |  |  |  |  |  |  |  |  |  |  |  |  |  |  |  |  |  |  |  |  |  |  |  |  |
| 朝定            | 朝定            | 朝定            | 朝定            | 朝定            | 朝定            | 重能 | 重能 | 重能 | 重能 | 重能 | 重能 | 上杉憲顕 （山内家） | 上杉憲顕 （山内家） | 上杉憲顕 （山内家） | 上杉憲顕 （山内家） | 上杉憲顕 （山内家） | 上杉憲顕 （山内家） | 憲藤 （犬懸家） | 憲藤 （犬懸家） | 憲藤 （犬懸家） | 憲藤 （犬懸家） | 憲藤 （犬懸家） | 憲藤 （犬懸家） | 重行   | 重行   | 重行   | 重行   | 重行   | 重行   | 重兼 （宅間家） | 重兼 （宅間家） | 重兼 （宅間家） | 重兼 （宅間家） | 重兼 （宅間家） | 重兼 （宅間家） | 重能 | 重能 | 重能 | 重能 | 重能 | 重能 | 重兼 | 重兼 | 重兼 | 重兼 | 重兼 | 重兼 |      |      |      |      |      |      |  |  |  |  |  |  |  |  |  |  |  |  |  |  |  |  |  |  |  |  |  |  |  |  |  |  |  |  |  |  |  |  |  |  |  |  |  |  |  |  |  |  |  |  |
|                 |                 |                 |                 |                 |                 |      |      |      |      |      |      |                     |                     |                     |                     |                     |                     |                 |                 |                 |                 |                 |                 |        |        |        |        |        |        |                 |                 |                 |                 |                 |                 |      |      |      |      |      |      |      |      |      |      |      |      |      |      |      |      |      |      |  |  |  |  |  |  |  |  |  |  |  |  |  |  |  |  |  |  |  |  |  |  |  |  |  |  |  |  |  |  |  |  |  |  |  |  |  |  |  |  |  |  |  |  |
| 顕定 （扇谷家） | 顕定 （扇谷家） | 顕定 （扇谷家） | 顕定 （扇谷家） | 顕定 （扇谷家） | 顕定 （扇谷家） | 能憲 | 能憲 | 能憲 | 能憲 | 能憲 | 能憲 | 憲将                | 憲将                | 憲将                | 憲将                | 憲将                | 憲将                | 憲堅            | 憲堅            | 憲堅            | 憲堅            | 憲堅            | 憲堅            | 能憲   | 能憲   | 能憲   | 能憲   | 能憲   | 能憲   | 憲方            | 憲方            | 憲方            | 憲方            | 憲方            | 憲方            | 憲春 | 憲春 | 憲春 | 憲春 | 憲春 | 憲春 | 憲英 | 憲英 | 憲英 | 憲英 | 憲英 | 憲英 | 憲栄 | 憲栄 | 憲栄 | 憲栄 | 憲栄 | 憲栄 |  |  |  |  |  |  |  |  |  |  |  |  |  |  |  |  |  |  |  |  |  |  |  |  |  |  |  |  |  |  |  |  |  |  |  |  |  |  |  |  |  |  |  |  |

父：上杉憲房
妻：木戸氏：足利荘木戸郷（下野・上野の国境の矢場川の北側と推定される）を苗字とする足利氏の被官が実家とみられ、憲栄以外の男児の母。
後妻？：北条時政苗裔：憲栄の母。時政の子孫であるがいずれの出身かは不明で、先妻の木戸氏の没後に娶ったか、晩年に憲顕の許にはいったとみられる。
妻子：
- 憲将：長子。父と共に越後で南朝方と戦うが、上杉清子没時の上洛を除き上野・越後以外での活動は見られず、父の復帰後は越後守護代をつとめた[177]ことから、終始越後支配に当たったと考えられている[161]。貞治6年（1366年）6月没、楞厳院如然と号す[178]。
- 能賢：次子。憲将同様、父の越後平定に従い、その後も越後支配にあたったとみられる。子が見えず早逝したとみられ（法名道寛）、観応2年（1351年）没とする系図もある[179]。
- 能憲：三男・兵部少輔。正慶2年（1332年）生まれとみられ、重能の養子となって上杉四家のうち宅間氏を称した。観応の擾乱で養父の重能が殺害された事を恨み、高師直らを摂津で殺害したが、これは宅間上杉家当主としての行動とみられ、その後は朝房とともに鎌倉で関東管領職につき[179]、応安4年（1398年）に報恩寺を創建。永和4年（1378）年4月17日に46歳で死去（道名：道謹）[179]。
- 憲方：四男。建武元年（1334年）生まれ。幼くして修行に入ったが還俗し、応永4年（1394年）10月24日に60歳で死去（法名：明月院天樹道合）したが、憲顕の生前にはほとんど動きが見えない[165]。憲春が持っていた所職・所領をすべて継承して山内家の家督となり、鎌倉山ノ内に居を構えて山内上杉氏の祖となり、名実ともに憲顕の後継者の位置を獲得する[180]。
- 憲春：五男・刑部大輔。能憲死後に関東管領と上野・武蔵・伊豆守護に就き山内上杉家の家督となるが[162]、永和5年（1379年）3月7日、2代鎌倉公方・足利氏満をいさめるため自害（法名：道珎）[165]。しかし「迎陽記」では憲方の出陣以前に自害しており上杉家の家督をめぐる対立があったことが指摘されている[181]。
- 憲英：陸奥守。武蔵国庁鼻輪（深谷市）を苗字の地として庁鼻輪上杉氏の祖となる。国済寺常興大宗[165]。
- 憲栄：貞和5年（1349年）生まれ。応永29年（1422年）10月26日死去。夭逝した憲賢の後継者として越後に赴き、憲顕と朝房の譲りを得て越後国守護となるも18歳以前に出家していたようだが、足利義満に召還を命じられて在京を強いられ、28歳の時に許しを得て遁世し伊豆如意輪寺で修行の日々を過ごす（法名：道久大遠）[165]。
- 覚翁祖伝：応永11年（1404年）、白崖宝生（普覚円光）が越後上田荘田中の大義寺で9日間の江湖会を行ったときにこれに参会して白崖から得度受戒し、応永17年（1410年）に関興庵（関興寺）を創建[182]。
- 上杉朝房室：朝房は憲顕が後見的立場にあったため、娘婿としたか。朝房には子がないため弟の朝宗が後継者となっており、室についての動向は不明で、普門院性海了善と号したという[182]。
- 岩松直国室：ほとんど史料がなく、直国の子・満国らの母は「刈田入道篤道女」とみえるため、憲顕女との間には子がなかったと考えられている[182]。
- 了薫：「豆州海龍寺」とみえる系図があり、上野板鼻に設けられた尼寺の海龍寺に入ったとみられる[183]。
- 豆州了省蔵主：伊豆の某寺に入った女性とみられており、伊豆で上杉氏に関わる寺院には大見里如意輪寺（伊豆市八幡）と韮山円成寺（伊豆の国市）があるが、後者にはその後上杉憲方女（理通）、上杉憲定女（理正）、上杉憲実女（理慶）ら上杉家当主の娘が入っているため、これは円成寺の可能性がある[184]。

## 関連作品
小説
- 茜嶺治『鎌倉円覚寺紅蓮抄』（MBC21、1999年）
- アグニュー恭子『世尊寺殿の猫』（論創社、2024年）

漫画
- 松井優征『逃げ上手の若君』（集英社、2021-）